# هاري رالف
هاري رالف (بالإنجليزية: Harry Ralph)‏ هو لاعب كرة قدم أسترالية أسترالي، ولد في 21 مايو 1919، وتوفي في 17 يوليو 2004.

## وصلات خارجية
- هاري رالف على موقع AustralianFootball.com (الإنجليزية)
- هاري رالف على موقع AFLtables.com (الإنجليزية)